# Garance Marillier
Garance Marillier (Parigi, 11 febbraio 1998) è un'attrice francese.
Nota al grande pubblico grazie al ruolo di protagonista in Raw - Una Cruda Verità, è apparsa successivamente in varie altre produzioni tra cui Titane e Gone for Good - Svaniti nel nulla.

## Biografia
Marillier debutta nel 2011 nel cortometraggio Junior di Julia Ducournau, mentre appare per la prima volta in un lungometraggio nel 2012 recitando nel film televisivo Marge. Nel 2016 ottiene il ruolo di protagonista in Raw - Una cruda verità, primo film cinematografico di Julia Ducournau: l'opera ottiene un grande successo di critica e permette a Marillier di ottenere una nomination ai Premi César per la miglior attrice esordiente. In seguito a tale riscontro, l'attrice ottiene uno dei ruoli principali della serie TV Ad Vitam. Nel 2021 recita nella produzione originale Netflix Madame Claude e nell'opera seconda di Ducornau, Titane, film vincitore della Palma d'oro al Festival di Cannes 2021. Sempre nel 2021 recita nella serie televisiva Gone for Good - Svaniti nel nulla e nel film di fantascienza Warning.

## Filmografia

### Cinema
- Raw - Una cruda verità, regia di Julia Ducournau (2016)
- Pompéi, regia di Anna Falguères e John Shank (2019)
- Madame Claude, regia di Sylvie Verheyde (2021)
- Titane, regia di Julia Ducournau (2021)
- Warning, regia di Agata Alexander (2021)

### Televisione
- Marge, regia di Virgile Bramly e Julia Ducournau – film TV (2012)
- Ad Vitam – serie TV, 6 episodi (2018)
- Svaniti nel nulla (Disparu à jamais) – serie TV, 5 episodi (2021)

## Doppiatrici italiane
- Mariagrazia Cerullo in Titane (film)